# 나성승
나성승(羅聖勝, 1999년 8월 28일~)은 대한민국의 배드민턴 선수이다. 김천시청 소속으로 활동하고 있으며, 2023년 아시안 게임 배드민턴 남자단체에서 동메달을 획득했다.